# ベルヴァ・ガートナー
ベルヴァ・ガートナー(英語: Belva Gaertner, 1884年9月14日 - 1965年5月14日) は、アメリカ合衆国の女性。1924年に不倫相手を殺害したとして逮捕・起訴されたが、裁判により無罪放免となった。モウリン・ダラス・ワトキンスは『シカゴ・トリビューン』紙で裁判の記者を務め、ガートナーはワトキンス作の脚本『シカゴ』でヴェルマ・ケリー/ヴェルマ・ウォールのモデルとなった。このキャラクターは脚本『シカゴ』を基にしたミュージカル『シカゴ』にも登場する。

## 生い立ち
1884年9月14日、イリノイ州リッチフィールドでチャールズ・M・ブーシンガーとメアリー・ジェーン(旧姓クラーク)のもとに生まれ、ベルヴァ・エレノラ・ブーシンガーと名付けられた。ベル・ブラウンという芸名でキャバレーの歌手をしており、離婚経験が3回あった。最初の夫は姓はオーヴァーベックだが名は不詳である。1917年、インディアナ州クラウン・ポイントの裕福な20歳年上のウィリアム・ガートナーと結婚した。5ヶ月後、ウィリアムはベルヴァと前夫との離婚が成立していないとして、婚姻無効の訴えを勝ち取った。彼らは再度結婚したが、ベルヴァに殺人の容疑がかかっていることを知り、再び別れた。

## 事件
1924年3月11日、ガートナーの愛人であり、他の女性と結婚し子供も1人いた男、ウオルター・ロウの射殺死体が、ガートナーの車の前の席にジンの瓶や銃とともに発見された。血まみれの服が床に落ちていたアパートで発見されたガートナーは、酔っ払いながらロウと共に運転していたが何が起きたか覚えていないと語った。
1924年3月12日、ガートナーはイリノイ州シカゴの法に則り殺人罪で逮捕され、ロウと共に様々なバーやジャズ・クラブで飲んでいたことや、護身のために銃を持っていたことを認めた。

## 裁判
ロウの同僚の1人は、ガートナーは独占欲の強い愛人で、別れようとするとナイフで脅されるため、ロウはいつか彼女に殺されると思っていたと証言した。
ガートナーはモウリン・ダラス・ワトキンスに「愛する人を殺したい女性はいない。私は38歳で、ウォルターは29歳のほんの子供。彼が私を愛そうが私と別れようがどうでもいい。ジンと銃、どちらか一方だけでも問題が起きるのに、2つ同時にあったら大問題になるでしょう」と語った。ウイリアム・スコット・スチュワートがガートナーの弁護を担当した。
ガートナーの答弁によると、ロウは銃で自殺をしたとされる。1924年6月、彼女は無罪放免となった。

## 後年
1925年、無罪放免後、ウィリアムと再度結婚した。1926年、ウィリアムはベルヴァがアルコール依存症で虐待を行うとして再度離婚を申し立てた。同年7月5日、ウィリアムはベルヴァが他の男性と浮気をしていることに気付くと、逆上したベルヴァが自分を脅した、と主張した。1926年11月、ベルヴァは飲酒運転で有罪となった。
1930年までに、ガートナー夫妻はヨーロッパに移住した。1948年12月2日にイリノイ州ウイルメットでウィリアムが亡くなると、ベルヴァはカリフォルニア州パサデナに移住し、姉妹のエセル・クロウシェアと共に暮らした。1965年5月14日、80歳で自然死により亡くなった。

## 舞台化および映画化
1927年、イリノイ州シカゴで上演されたワトキンスの脚本による演劇『シカゴ』の開幕公演を観劇した。さらにこの脚本は1927年のサイレント映画『シカゴ』、1975年のミュージカル『シカゴ』、アカデミー作品賞を受賞した2002年のミュージカル映画『シカゴ』、および1942年のロマンティック・コメディ映画『ロキシー・ハート』で映画化およびミュージカル化された。
1996年、1975年版ミュージカル『シカゴ』の再演で彼女をモデルにしたヴェルマ・ケリー役を演じたビビ・ニューワースがトニー賞のミュージカル主演女優賞を受賞した。また2002年版ミュージカル映画『シカゴ』で彼女をモデルにしたヴェルマ・ケリー役を演じたキャサリン・ゼタ＝ジョーンズがアカデミー賞の助演女優賞を受賞した。1927年版サイレント映画『シカゴ』での役名は単に「ヴェルマ」で、1942年版ロマンティック・コメディ映画『ロキシー・ハート』では「ヴェルマ・ウォール」という役名であったが、全ての『シカゴ』関連作品に登場するビューラ・アナンをモデルにしたロキシー・ハートより登場シーンは少ない。

## 関連文献
- Thomas H. Pauly (Ed.): Chicago: With the Chicago Tribune Articles that Inspired It. Southern Illinois University 1997. ISBN 0-8093-2129-7, ISBN 978-0-8093-2129-2